# 바쿠리
바쿠리(포르투갈어: bacuri, 학명: Platonia insignis 플라토니아 인시그니스[*])는 클루시아과의 단형 속인 바쿠리속(bacuri屬, 학명: Platonia 플라토니아[*])에 속하는 유일한 식물이다. 낙엽 교목으로, 가이아나, 브라질, 수리남, 콜롬비아, 파라과이 등 남아메리카 지역 원산이며, 아마존 우림을 비롯한 덥고 습한 숲 지역에서 자생한다. 꽃가루 매개자가 흰배앵무(Pionites leucogaster)인 조매화다. 열매는 과일로 먹고, 줄기는 목재로 쓰인다.

## 사진 갤러리

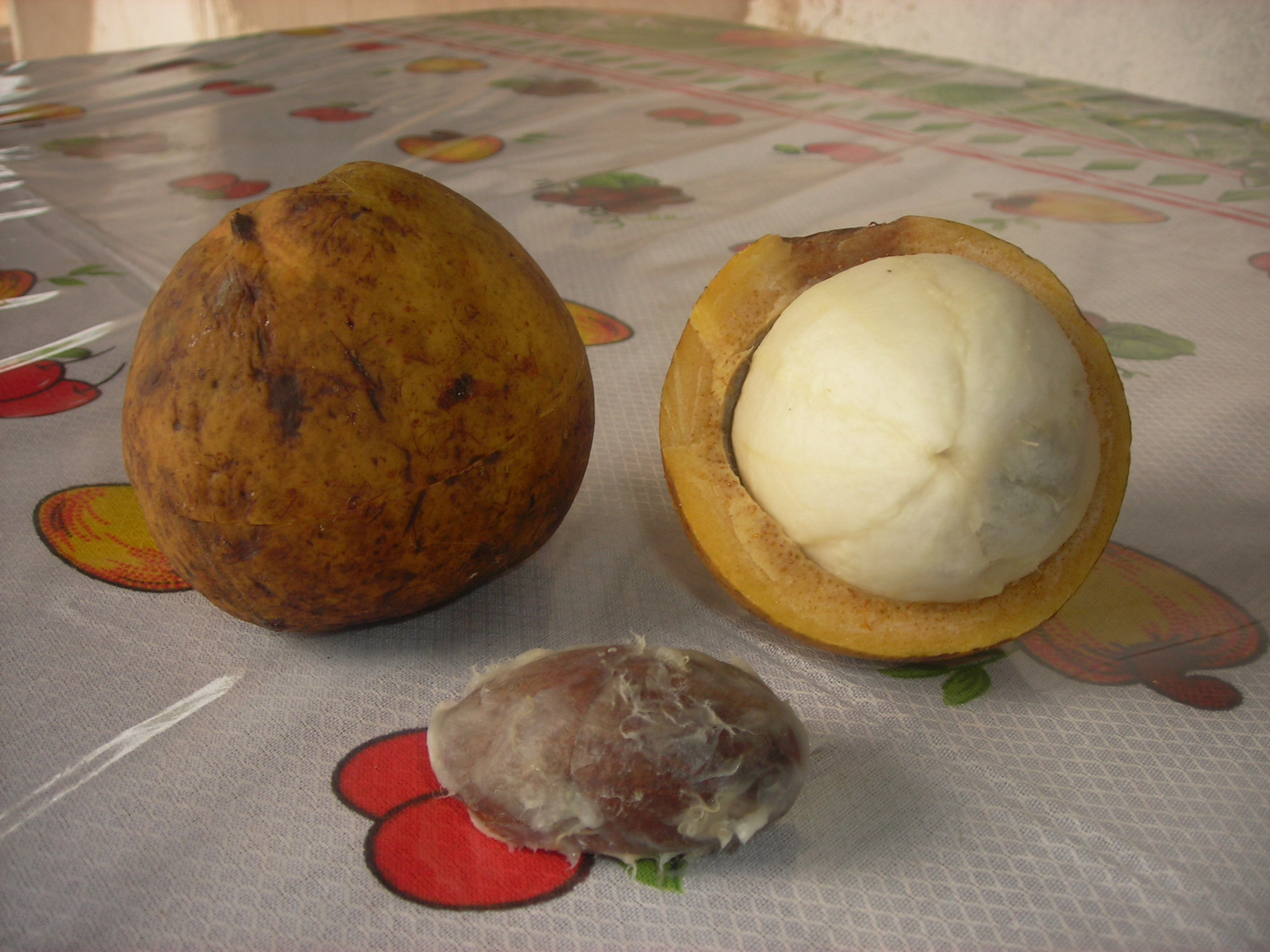
바쿠리 열매와 씨
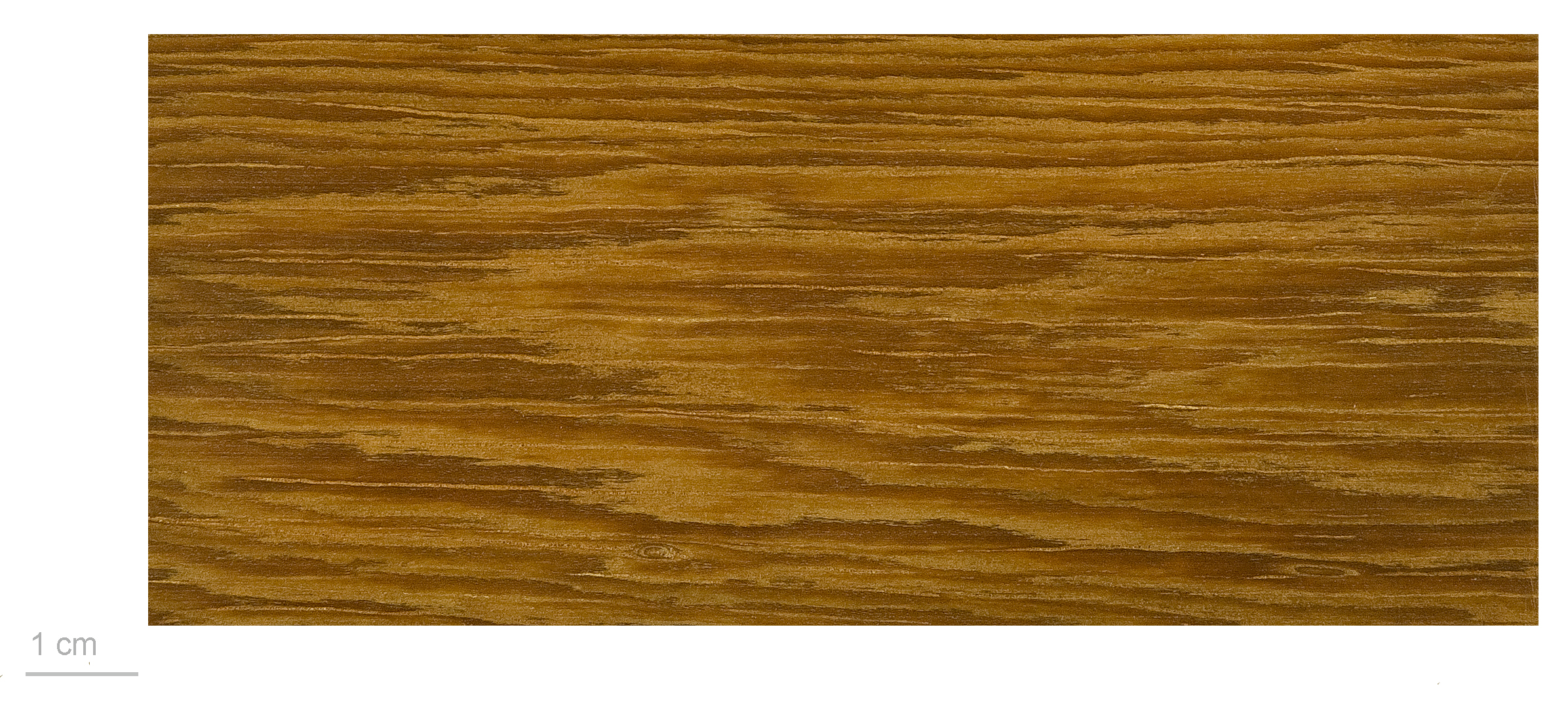
바쿠리 목재